# Estació del Carmel
El Carmel és una estació de la línia 5 del metro de Barcelona situada sota el barri del Carmel al districte d'Horta-Guinardó de Barcelona que es va posar en funcionament el 30 de juliol de l'any 2010.
| Metro de Barcelona     |       |                                              |                         |                        |
| Procedència/Destinació | <     | Línia                                        | >                       | Procedència/Destinació |
| Cornellà Centre        | Horta | Logotip de la Línia 5 del metro de Barcelona | El Coll \| la Teixonera | Vall d'Hebron          |

## Accessos
- Plaça Pastrana
- Carrer Llobregós